# 共同フェリー運輸
共同フェリー運輸株式会社（きょうどうフェリーうんゆ）は、日本の海運会社。鹿児島港と種子島を結ぶRORO貨物船（貨物フェリー）を運航している。

## 概要
1950年5月に設立され、1960年代後半にRO-RO船による貨物輸送を開始した。鹿児島港と種子島の西之表港を結ぶ内航貨物定期航路事業、発着港での港湾運送業、陸上運送業を行っており、海上、港湾、陸上の一貫輸送を手掛けている。このほか、内航船舶貸渡業、クレーンリース事業を行っており、太平洋セメント種子島サービスステーションを運営している。
また、保険代理店業、不動産業も手がけており、西之表港のホテルニュー種子島の経営も行っている。

## 航路
以前は屋久島へも就航。
- 鹿児島新港 - 西之表港（種子島）
  - 貨物フェリーであるため、旅客のみの利用は出来ず、車両を航送する場合に運転手1名のみ乗船が可能である。
  - 「新さつま」「新種子島丸」がそれぞれ1日1往復運航される。

## 船舶

### 運航中の船舶

#### RORO船
• 新さつま
2000年5月竣工、三浦造船所建造、鉄道建設・運輸施設整備支援機構共有船
2,557総トン、全長121.0 m、幅16.5 m、深さ12.2 m、ディーゼル2基2軸、9,000馬力、航海速力19.7ノット
 • 新種子島丸
1993年11月竣工、本田造船建造、里村共同汽船所有、鉄道建設・運輸施設整備支援機構共有船
999総トン、全長89.5 m、幅13.5 m、深さ8.0 m、ディーゼル1基1軸、4,000馬力、航海速力16.0ノット
- 後部ゲートウェイより
- 共同フェリー「新さつま」(kw)
- 共同フェリー「新種子島丸」(kw)

#### セメント運搬船
• 千進丸
1997年1月竣工、三浦造船所建造、鉄道建設・運輸施設整備支援機構共有船、東海運が運航
全長69.7 m、幅11.5 m、深さ5.0 m、ディーゼル1基1軸、1,600馬力、航海速力11.0ノット

### 過去の船舶

#### RORO船
• 富士丸
1976年9月竣工、2000年5月引退、外浦造船建造
481総トン、全長65.5 m、幅11.4 m、深さ8.0 m、ディーゼル2基、2,600馬力、航海速力13.5ノット
 • 第一たねが島丸
1986年7月竣工、2005年引退、本田造船建造
903総トン、全長79.9 m、幅13.5 m、深さ9.9 m、ディーゼル1基1軸、5,100馬力、航海速力18.7ノット

## 関連会社
- 小倉運送株式会社 - 2016年、共同フェリー運輸への合併により解散
- 大種フェリー株式会社
- 里村共同汽船株式会社
- 種子島小野田レミコン株式会社
- 中央コンクリート製品株式会社
- 種子島共同損保サービス株式会社
- ホテルニュー種子島